# The Artist (film)
The Artist è un film del 2011 scritto e diretto da Michel Hazanavicius.
Film muto in bianco e nero con protagonisti Jean Dujardin e Bérénice Bejo. Ha ottenuto numerosi riconoscimenti internazionali tra cui cinque Premi Oscar, tre Golden Globe, sette BAFTA e sei César.
È l'unico film muto insieme ad Ali (1927) che ha vinto l'Oscar al miglior film (seppure alla fine ci siano dei brevi dialoghi) e l'ultimo in bianco e nero ad averlo vinto dopo Schindler's List (1993). È inoltre il primo film premiato dal 1956 (quando vinse Marty, vita di un timido) con un rapporto di 1,33:1.
È stato presentato in concorso al Festival di Cannes 2011, dove Dujardin ha vinto il premio per la miglior interpretazione maschile.

## Trama
(George Valentin)
Hollywood, 1927. George Valentin è un grande divo del cinema muto. Un giorno, al termine della première di un suo film, viene fotografato insieme a un'ammiratrice, Peppy Miller. La foto verrà poi pubblicata sulla prima pagina di Variety. Qualche tempo dopo Valentin, sul set di un suo film, ritrova la ragazza che lavora come comparsa; durante le riprese si sviluppa una forte attrazione tra i due, che però non si trasforma in altro.
Nel 1929, con l'avvento del sonoro, Valentin si rifiuta di recitare nelle pellicole parlate, abbandona il suo produttore Al Zimmer e decide di investire ogni suo avere nella realizzazione di un film muto tutto suo, la cui uscita nelle sale è però programmata nello stesso giorno del film sonoro con protagonista Peppy Miller, la cui carriera è in continua ascesa. Il film di George non avrà alcun successo commerciale, mandando in rovina il divo, i cui pochi soldi rimasti sono andati perduti a causa della Grande depressione.
1931. Valentin ormai è un attore dimenticato: abbandonato dalla moglie, si ritrova sul lastrico ed è costretto a vendere tutti i suoi beni all'asta. Trasferitosi in un piccolo e modesto appartamento insieme al suo fedele Jack Russell terrier, George licenzia il suo autista Clifton, che pure lo aveva seguito fedelmente negli anni a dispetto dei rovesci finanziari. Il successo di Peppy invece non accenna a fermarsi.
1932. Un giorno, in preda all'alcol e alla disperazione, George dà fuoco alle pellicole dei suoi film e nella stanza si sviluppa velocemente un pericoloso incendio. Il suo cane scappa e riesce a far salvare il padrone richiamando l'attenzione di un poliziotto. Quando George si risveglia si ritrova nella casa di Peppy Miller e scopre che è stata proprio l'attrice, da sempre innamorata di lui, ad acquistare i suoi beni all'asta. Rifiutando per orgoglio l'amore di chi lo ha salvato, George torna a casa sua e sta per suicidarsi, ma Peppy, che ha intuito le sue intenzioni, giunge in tempo per salvarlo.
Desiderosa che George Valentin torni a lavorare, Peppy va da Al Zimmer e minaccia di lasciare la sua compagnia se il produttore non riprende George. Zimmer accetta con entusiasmo dopo aver assistito al duetto di danza proposto da Peppy e George, che possono così riunirsi da protagonisti sulle scene cinematografiche, cimentandosi in un nuovo genere: il musical.

## Produzione

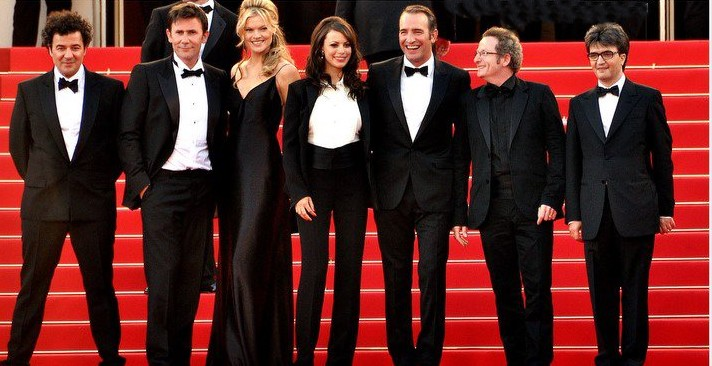
Ludovic Bource, Michel Hazanavicius, Missi Pyle, Bérénice Bejo, Jean Dujardin, Guillaume Schiffman e Thomas Langmann al Festival di Cannes 2011

Sebbene sia in bianco e nero, il film è stato girato a colori. Per dargli un ulteriore aspetto che ricordasse i film muti degli anni venti è stato girato con una frequenza più bassa dei fotogrammi per secondo, 22 invece dei consueti 24. Le riprese sono durate 35 giorni e si sono svolte interamente a Los Angeles. Il budget del film è stato di 15 milioni di dollari.
Le riprese nella casa di Peppy Miller si sono svolte in quella che un tempo fu la residenza dell'attrice Mary Pickford.
La colonna sonora è stata registrata dalla Brussels Philharmonic nello Studio 4 della Maison de la Radio di Bruxelles.

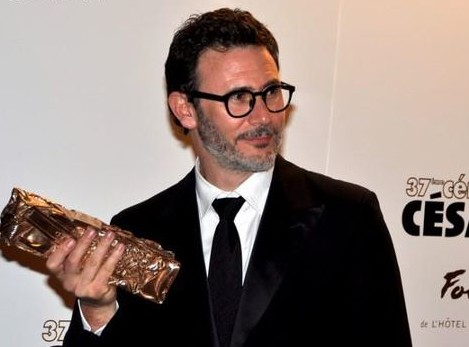
Michel Hazanavicius ai Premi César 2012

## Distribuzione
Il film è stato presentato in anteprima al Festival di Cannes 2011 il 15 maggio 2011. Nelle sale cinematografiche francesi è uscito il 12 ottobre a cura della Warner Bros. France. La Weinstein Company si è aggiudicata i diritti per la distribuzione negli Stati Uniti d'America, dove è uscito il 25 novembre, nel Regno Unito e in Australia. In Italia la pellicola è stata distribuita dalla BiM Distribuzione il 9 dicembre. Dopo il trionfo degli Oscar la BiM Distribuzione ha deciso di ridistribuire il film in 115 copie, a partire dal 2 marzo 2012.

## Accoglienza

### Incassi
Al 27 maggio 2012 il film ha incassato 44.585.292 dollari negli Stati Uniti e 133.346.466 globalmente. In Italia ha incassato 88.409 euro nel weekend d'apertura e, al 6 maggio 2012, 3.681.325 in totale.

## Riconoscimenti
- 2012 - Premio Oscar
  - Miglior film a Thomas Langmann
  - Migliore regia a Michel Hazanavicius
  - Miglior attore protagonista a Jean Dujardin
  - Migliori costumi a Mark Bridges
  - Miglior colonna sonora a Ludovic Bource
  - Candidatura come Miglior attrice non protagonista a Bérénice Bejo
  - Candidatura come Migliore sceneggiatura originale a Michel Hazanavicius
  - Candidatura come Miglior montaggio a Anne-Sophie Bion e Michel Hazanavicius
  - Candidatura come Migliore fotografia a Guillaume Schiffman
  - Candidatura come Migliore scenografia a Laurence Bennett e Robert Gould
- 2012 - Golden Globe
  - Miglior film commedia o musicale
  - Miglior attore in un film commedia o musicale a Jean Dujardin
  - Miglior colonna sonora a Ludovic Bource
  - Candidatura come Migliore regista a Michel Hazanavicius
  - Candidatura come Miglior attrice non protagonista a Bérénice Bejo
  - Candidatura come Migliore sceneggiatura a Michel Hazanavicius
- 2011 -Festival di Cannes
  - Miglior interpretazione maschile a Jean Dujardin
  - Palm Dog Award al cane Uggie[9]
  - Candidatura come Palma d'oro a Michael Hazanavicius
- 2012 - Premio BAFTA
  - Miglior film a Thomas Langmann
  - Miglior regista a Michel Hazanavicius
  - Miglior attore protagonista a Jean Dujardin
  - Migliore sceneggiatura originale a Michel Hazanavicius
  - Migliore fotografia a Guillaume Schiffman
  - Migliori costumi a Mark Bridges
  - Migliore colonna sonora a Ludovic Bource
  - Candidatura come Migliore attrice protagonista a Bérénice Bejo
  - Candidatura come Migliore scenografia a Laurence Bennet e Robert Gould
  - Candidatura come Miglior montaggio a Anne-Sophie Bion e Michel Hazanavicius
  - Candidatura come Miglior sonoro a Gérard Lamps, Michael Krikorian e Nadine Muse
  - Candidatura come Miglior trucco a Julie Hewett e Cydney Cornell
- 2012 - David di Donatello
  - Candidatura come Miglior film dell'Unione europea a Thomas Langmann
- 2011 - National Board of Review Award
  - Migliori dieci film
- 2012 - Premio César
  - Miglior film a Thomas Langmann
  - Migliore regia a Michel Hazanavicius
  - Miglior attrice protagonista a Bérénice Bejo
  - Migliore fotografia a Guillaume Schiffman
  - Migliore scenografia a Laurence Bennett e Gregory S. Cooper
  - Miglior colonna sonora a Ludovic Bource
  - Candidatura come Migliore attore protagonista a Jean Dujardin
  - Candidatura come Migliore sceneggiatura originale
  - Candidatura come Migliori costumi a Mark Bridges
  - Candidatura come Miglior montaggio a Anne-Sophie Bion e Michel Hazanavicius
- 2012 - Sindacato Belga della Critica Cinematografica
  - Grand Prix al miglior film
- 2012 - Independent Spirit Award
  - Miglior film a Thomas Langmann
  - Migliore regia a Michel Hazanavicius
  - Miglior attore protagonista a Jean Dujardin
  - Migliore fotografia a Guillaume Schiffman
  - Candidatura come Migliore sceneggiatura a Michel Hazanavicius
- 2011 - Satellite Award
  - Migliore scenografia a Laurence Bennett e Gregory S. Hooper
  - Candidatura come Miglior film
  - Candidatura come Miglior regista a Michel Hazanavicius
  - Candidatura come Migliore sceneggiatura originale a Michel Hazanavicius
  - Candidatura come Migliore fotografia a Guillaume Schiffman
  - Candidatura come Migliori costumi a Mark Bridges
- 2012 - Screen Actors Guild Award
  - Miglior attore protagonista a Jean Dujardin
  - Candidatura come Miglior cast
  - Candidatura come Miglior attrice non protagonista a Bérénice Bejo
- 2012 - Central Ohio Film Critics Associatiom Award
  - Candidatura come Miglior film
  - Candidatura come Miglior attore protagonista a Jean Dujardin
- 2011 - Las Vegas Film Critics Society Award
  - Miglior film a Thomas Langmann
  - Miglior attore protagonista a Jean Dujardin
  - Migliore scenografia a Gregory S. Cooper
  - Migliori costumi a Mark Bridges
  - Miglior colonna sonora a Ludovic Bource
- 2011 - European Film Award
  - Miglior colonna sonora a Ludovic Bource
  - Candidatura come Miglior film a Emmanuel Montamat, Michel Hazanavicius e Thomas Langmann
  - Candidatura come Miglior attore protagonista a Jean Dujardin
  - Candidatura come Migliore fotografia a Guillaume Schiffman
- 2012 - Critics' Choice Movie Award
  - Miglior film
  - Migliore regia a Michel Hazanavicius
  - Migliori costumi a Mark Bridges
  - Miglior colonna sonora a Ludovic Bource
  - Candidatura come Miglior cast corale
  - Candidatura come Miglior attore protagonista a Jean Dujardin
  - Candidatura come Miglior attrice non protagonista a Bérénice Bejo
  - Candidatura come Migliore sceneggiatura originale a Michel Hazanavicius
  - Candidatura come Migliore fotografia a Guillaume Schiffman
  - Candidatura come Migliore scenografia a Laurence Bennett e Gregory S. Cooper
  - Candidatura come Miglior montaggio a Anne-Sophie Bion e Michel Hazanavicius
- 2012 - Premio Lumière
  - Miglior film
  - Miglior attrice protagonista a Bérénice Bejo
  - Menzione speciale al cane Uggie
  - Candidatura come Migliore regia a Michel Hazanavicius
  - Candidatura come Miglior attore protagonista a Jean Dujardin
  - Candidatura come Migliore sceneggiatura a Michel Hazanavicius
- 2012 - Premio Goya
  - Miglior film europeo a Michel Hazanavicius
- 2011 - New York Film Critics Circle Award
  - Miglior film
  - Migliore regia a Michel Hazanavicius
  - Candidatura come Miglior attore protagonista a Jean Dujardin
- 2011 - Boston Society of Film Critics Award
  - Miglior film
  - Miglior uso della musica in un film (ex aequo con Drive)
  - Candidatura come Migliore regia a Michel Hazanavicius
- 2012 - Chicago Film Critics Association Award
  - Migliore sceneggiatura originale
  - Candidatura come Miglior film
  - Candidatura come Migliore regia a Michel Hazanavicius
  - Candidatura come Miglior attore protagonista a Jean Dujardin
  - Candidatura come Miglior colonna sonora a Ludovic Bource
- 2012 - Directors Guild of America Award
  - DGA Award a Michel Hazanavicius
- 2012 - International Online Film Critics' Poll[10][11]
  - Migliori dieci film
  - Migliore colonna sonora a Ludovic Bource
  - Candidatura come Migliore film
  - Candidatura come Migliore attore protagonista a Jean Dujardin
  - Candidatura come Migliore attrice non protagonista a Bérénice Bejo
  - Candidatura come Miglior cast
  - Candidatura come Migliore fotografia a Guillame Shiffman

- 2012 - London Critics Circle Film Award
  - Film dell'anno
  - Regista dell'anno
  - Attore dell'anno a Jean Dujardin
  - Candidatura come Sceneggiatore dell'anno a Michel Hazanavicius
- 2011 - Festival di San Sebastián
  - Premio del pubblico
- 2012 - American Society of Cinematographers Award
  - Candidatura come Migliore fotografia a Guillaume Schiffman
- 2011 - AFI Award
  - Premio speciale
- 2012 - Golden Collar Awards[12]
  - Miglior cane in un film a Uggie
- 2011 - Asheville Film Festival
  - Miglior film a Thomas Langmann
- 2011 - Austin Film Critics Association
  - Candidatura come Miglior film
- 2011 - Austin Film Festival
  - Out of Competition Award a Thomas Langmann
- 2011 - California on Location Award
  - Premio per la miglior location a Caleb Duffy
- 2011 - Capri Awards
  - Miglior film dell'anno a Michel Hazanavicius
  - Miglior attrice a Bérénice Bejo
- 2012 - Eddie Award
  - Miglior montaggio a Anne-Sophie Bion e Michel Hazanavicius
- 2011 - Chicago International Film Festival
  - Premio del pubblico a Thomas Langmann
- 2011 - Florida Film Critics Circle Award
  - Migliore sceneggiatura originale a Michel Hazanavicius
- 2012 - Fotogramas de Plata
  - Candidatura come Miglior film straniero a Michel Hazanavicius
- 2012 - Chlotrudis Award
  - Miglior film
  - Migliore fotografia a Guillaume Schiffman
  - Migliore scenografia a Laurence Bennett
  - Candidatura come Migliore regia a Michel Hazanavicius
  - Candidatura come Miglior cast
  - Candidatura come Miglior attore a Jean Dujardin
  - Candidatura come Miglior attrice a Bérénice Bejo
- 2011 - Dallas-Fort Worth Film Critics Association Award
  - Candidatura come Miglior film
  - Candidatura come Migliore regia a Michel Hazanavicius
  - Candidatura come Miglior attore protagonista a Jean Dujardin
  - Candidatura come Miglior attrice non protagonista a Bérénice Bejo
- 2011 - Ft. Lauderdale International Film Festival
  - Miglior film a Thomas Langmann
  - Migliore regia a Michel Hazanavicius
  - Miglior attore a Jean Dujardin
  - Miglior attrice a Bérénice Bejo
- 2012 - Cinema Writers Circle Award
  - Miglior film straniero a Michel Hazanavicius
- 2012 - Australian Film Institute
  - Miglior film a Thomas Langmann
  - Migliore regia a Michel Hazanavicius
  - Miglior attore protagonista a Jean Dujardin
  - Candidatura come Migliore sceneggiatura a Michel Hazanavicius
- 2011 - Hamptons International Film Festival
  - Premio del pubblico a Michel Hazanavicius
- 2011 - Hollywood Film Festival
  - Regista rivelazione a Michel Hazanavicius
  - Spotlight Award a Jean Dujardin
  - Spotlight Award a Bérénice Bejo
- 2011 - Leeds International Film Festival
  - Miglior film a Thomas Langmann
- 2011 - London Film Festival
  - Candidatura come Miglior film a Thomas Langmann
- 2011 - Mill Valley Film Festival
  - Miglior film a Thomas Langmann
- 2012 - National Society of Film Critics Award
  - Candidatura come Miglior attore protagonista a Jean Dujardin
- 2012 - Online Film Critics Society Award
  - Candidatura come Miglior film
  - Candidatura come Migliore regia a Michel Hazanavicius
  - Candidatura come Miglior attore protagonista a Jean Dujardin
  - Candidatura come Migliore fotografia a Guillaume Schiffman
- 2012 - PGA Award
  - Miglior produttore dell'anno a Thomas Langmann
- 2012 - Palm Springs International Film Festival
  - Sonny Bono Visionary Award a Michel Hazanavicius
- 2011 - Phoenix Film Critics Society Award
  - Miglior film a Thomas Langmann
  - Migliore regia a Michel Hazanavicius
  - Migliore rivelazione a Michel Hazanavicius
  - Miglior attore protagonista a Jean Dujardin
  - Miglior attrice non protagonista a Bérénice Bejo
  - Migliore sceneggiatura originale a Michel Hazanavicius
  - Migliore fotografia a Guillaume Schiffman
  - Migliori costumi a Mark Bridges
  - Miglior montaggio a Michel Hazanavicius
  - Miglior colonna sonora a Ludovic Bource
  - Candidatura come Migliore scenografia a Laurence Bennett
- 2011 - San Diego Film Critics Society Award
  - Miglior film
  - Candidatura come Migliore regia a Michel Hazanavicius
  - Candidatura come Miglior attore protagonista a Jean Dujardin
  - Candidatura come Miglior attrice non protagonista a Bérénice Bejo
  - Candidatura come Migliore fotografia a Guillaume Schiffman
  - Candidatura come Migliore sceneggiatura originale a Michel Hazanavicius
  - Candidatura come Migliore scenografia a Laurence Bennett
  - Candidatura come Miglior montaggio a Michel Hazanavicius e Anne-Sophie Bion
  - Candidatura come Miglior colonna sonora a Ludovic Bource
- 2011 - San Sebastián International Film Festival
  - Miglior film a Michel Hazanavicius
- 2012 - Sant Jordi Award
  - Miglior film straniero a Michel Hazanavicius
- 2011 - Southeastern Film Critics Association Award
  - Candidatura come Miglior film
  - Candidatura come Migliore regia a Michael Hazanavicius
- 2011 - St. Louis International Film Festival
  - Premio del pubblico a Michael Hazanavicius
  - Premio del festival a Thomas Langmann
- 2011 - Toronto Film Critics Association Awards
  - Candidatura come Miglior film
  - Candidatura come Migliore regia a Michael Hazanavicius
- 2012 - Vancouver Film Critics Circle
  - Miglior film
  - Migliore sceneggiatura a Michael Hazanavicius
  - Candidatura come Migliore regia a Michael Hazanavicius
  - Candidatura come Miglior attore protagonista a Jean Dujardin
- 2011 - Washington D.C. Area Film Critics Association
  - Miglior film
  - Miglior colonna sonora a Ludovic Bource
  - Candidatura come Migliore regia a Michael Hazanavicius
  - Candidatura come Miglior attore protagonista a Jean Dujardin
  - Candidatura come Migliore attrice non protagonista a Bérénice Bejo
  - Candidatura come Migliore sceneggiatura originale a Michael Hazanavicius
  - Candidatura come Migliore fotografia a Guillaume Schiffman
  - Candidatura come Migliore scenografia a Laurence Bennett e Gregory S. Hooper
- 2012 - Étoiles d'Or
  - Miglior film a Thomas Langmann
  - Migliore regia a Michel Hazanavicius
  - Miglior attore a Jean Dujardin
  - Miglior attrice a Bérénice Bejo
  - Miglior colonna sonora a Ludovic Bource

## Citazioni e riferimenti
- Al termine dei titoli di coda viene ricordato l'attore americano John Gilbert, amante di Greta Garbo, la cui vita è grossolanamente raccontata dal film.
- Il regista Michel Hazanavicius nei ringraziamenti cita Diego Armando Maradona e Kamel Ech-Cheik, un compositore di colonne sonore, amico del regista, scomparso nel 2011.
- La trama ricorda inoltre il film statunitense È nata una stella, del quale esistono diverse versioni.
- Il nome di George Valentin, eroe del film muto, ricorda quello del noto Rodolfo Valentino.
- Nella colonna sonora del film viene citato integralmente il tema composto da Bernard Herrmann per la colonna sonora de La donna che visse due volte di Alfred Hitchcock.
- La scena in cui si mostra la disarmonia tra George Valentin e la moglie, seduti a due poli opposti del tavolo, riprende una sequenza (simile anche nei contenuti) di Quarto potere di Orson Welles, dove con diversi campi/controcampi viene mostrata – nel corso di diverse giornate – la lenta conclusione dell'amore tra Kane e la prima moglie.